# Dionizije Njaradi
Dionizije Njaradi (Dionýz Njarady (Nyáradi), Dionisije Njaradi; ur. 10 października 1874 w Ruskim Krsturze, zm. 14 kwietnia 1940 w Križevci) – duchowny greckokatolicki, biskup Križevci i zwierzchnik chorwackich grekokatolików (1920–1940).

## Życiorys
Dionisije Njaradi urodził się 10 października 1874 w miejscowości Ruski Krstur (Austro-Węgry, dzisiejsza Serbia) w rusińskiej rodzinie. Jego ojciec był cerkiewnym kantorem i nauczycielem.
W Zagrzebiu ukończył studia teologiczne z tytułem doktora. Święcenia kapłańskie otrzymał 1 stycznia 1899 r.
Po krótkiej posłudze w parafii w Shide pod koniec 1899 r., został prefektem w seminarium w Zagrzebiu, a od 1902 r. pełnił funkcję rektora. 9 stycznia 1915 r. został konsekrowany na biskupa pomocniczego eparchii kriżewczyńskiej z tytułem biskupa Abila Lysaniae. Od 1 maja 1920 r. sprawował urząd biskupa diecezjalnego Križevci.
Od 27 października 1922 do 20 lutego 1927 r. był administratorem apostolskim eparchii preszowskiej.
W grudniu 1927 r. uczestniczył w zjeździe biskupów unickich we Lwowie.
Po pierwszym arbitrażu wiedeńskim rezydował w Chuście jako administrator eparchii mukaczewskiej do czasu zajęcia Zakarpacia przez wojska węgierskie (1939).